# 圣乔瓦尼-因加尔多
圣乔瓦尼-因加尔多（義大利語：San Giovanni in Galdo）是意大利坎波巴索省的一个市镇。总面积19平方公里，人口654人，人口密度34.4人/平方公里（2009年）。ISTAT代码为070066。